# Kasteel Bier
La Kasteel Bier è una birra belga prodotta dal birrificio Van Honsebrouck di Ingelmunster, in Belgio.
Ci sono cinque tipi di Kasteel Bier esistenti:
- Blonde (7% vol)
- Bruin (11% vol)
- Triple (11% vol)
- Rouge (8% vol)
- Cuvée du chateau (11% vol)

La Kasteel Bier deve il suo nome al castello di Ingelmunster, l'edificio storico in cui viene tuttora prodotta.